# San Marco ai Monti
San Marco ai Monti est un hameau (ou frazione) de la commune de Sant'Angelo a Cupolo dans la province de Bénévent dans la région de Campanie en Italie. Sa population s'élevait à 200 habitants en avril 2008.

## Histoire
Avec les communes de Bénévent, Bagnara, Montorsi, hameau de Perrillo, Sant'Angelo a Cupolo (avec Motta, Panelli et Sciarra), San Leucio (avec Maccabei), le hameau de San Marco ai Monti forme une enclave pontificale sur le territoire du royaume des Deux-Siciles (Principauté ultérieure), la délégation apostolique de Bénévent, dérivant de la principauté de Bénévent.